# All-rounder

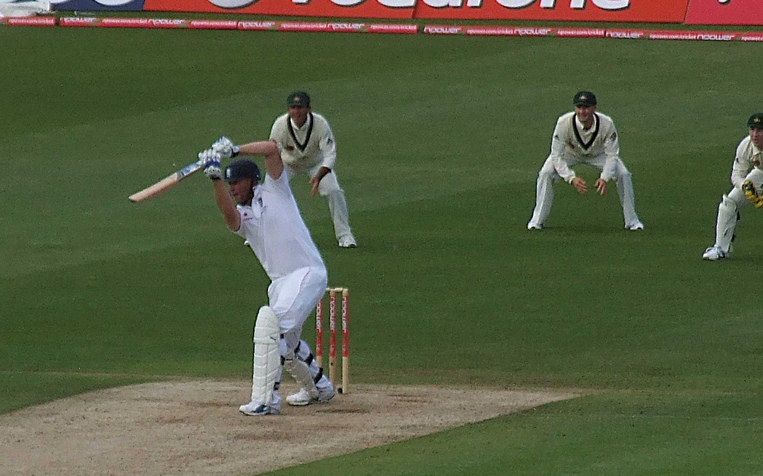
Un All-rounder comme Andrew Flintoff est à la fois batteur (en haut) et lanceur (en bas).

Au cricket, un all-rounder est un joueur polyvalent, utilisé à la fois pour ses talents de batteur et de lanceur. Le terme s'applique aussi parfois aux joueurs doués à la fois en tant que batteur et que gardien de guichet.
La définition « classique » du terme all-rounder implique qu'un joueur est ainsi qualifié s'il mérite d'être sélectionné rien que pour ses performances dans l'une ou l'autre des deux disciplines, mais rares sont les joueurs à en être capable. Au sens large, un all-rounder est doué dans une des deux disciplines et apporte une aide précieuse dans l'autre. On parle de bowling all-rounder ou de batting all-rounder pour les all-rounders plus particulièrement doués respectivement au lancer et à la batte.
Le Barbadien Sir Garfield Sobers est généralement considéré comme le meilleur all-rounder de l'histoire.